# Blasenablass
Der Blasenablass wurde 1839 vom Kölner Mediziner und Armenarzt Andreas Gottschalk entwickelt. Der Blasenablass dient dazu, durch Sammeln und Filtern des Urins festzustellen, ob Harnsteine oder Entzündungen vorliegen.

## Methode
Gottschalk entwarf für diesen Zweck Filter aus unterschiedlich gewobenen Leinenschichten. Je nach Siebungsgrad blieben Harn- oder Fremdstoffe in den entsprechenden Filtern hängen und konnten auf diese Weise genau bestimmt werden. Die Ergebnisse dieser Tests dokumentierte Gottschalk unter anderem in dem Aufsatz Die Behandlung von Blasenlähmung. Mit dem Entwickeln dieser wegweisenden Methode gilt Gottschalk als Pionier der Urologie und Nephrologie.

## Heutige Anwendung
Während früher die Untersuchung mittels Beschreibung der Beobachtungen (Farbe, Trübungen, Ablagerungen durch den Blasenablass usw.), des Geruches und des Geschmackes (daher stammt auch die Diagnose Diabetes mellitus, da mellitus im Lateinischen „honigsüß“ bedeutet) erfolgte, so wird heutzutage die Erstuntersuchung in erster Linie mit Hilfe von Urin-Teststreifen durchgeführt.